# Voldemar Oinonen
Voldemar Oinonen, finski general, * 1891, † 1963.